# إستر سكوت
إستر سكوت (بالإنجليزية: Esther Scott)‏ هي ممثلة أمريكية، ولدت في 25 أبريل 1957 بلوس أنجلوس في الولايات المتحدة.

## وصلات خارجية
- إستر سكوت على موقع IMDb (الإنجليزية)
- إستر سكوت على موقع روتن توميتوز (الإنجليزية)
- إستر سكوت على موقع ألو سيني (الفرنسية)
- إستر سكوت على موقع أول موفي (الإنجليزية)
- إستر سكوت على موقع قاعدة بيانات الأفلام السويدية (السويدية)
- إستر سكوت على موقع قاعدة بيانات الفيلم (الإنجليزية)
- إستر سكوت على موقع كينوبويسك (الروسية)